# Одесос
Одесос (на старогръцки: Ὀδησσός, на латински: Odessus) е град, създаден през 6 век пр.н.е. (около 570 г. пр.н.е.) от милетски колонисти, близо до съществувало от по-рано тракийско селище.
Днес това е съвременна Варна. При преселването си там заселниците от Мала Азия търсели удобно място за акостиране с по-малко ветрове.
В миналото историците търсели напразно истинското местоположение на древния град и мнозина от тях считали, че той е бил разположен в североизточната част на Черно море на територията на днешна Украйна. Затова и така бил наречен сегашният град Одеса. Впоследствие се изяснило, че старото селище е било именно в северозападната част на Варненския залив.
Името Одесос е възможно да е било пре-гръцко. Той бил председателстващият член на Понтийския Пентаполис, състоящ се от Одесос, Томи, Калатис, Месембрия и Аполония. Одесос е била смесена общност – контактна зона между йонийските гърци и тракийските племена (гети, кробизи, теризи) от хинтерланда.
Към средата на 4 в. пр.н.е. около Одесос била изградена каменна стена за отбрана. Градът бил обсаден от Филип II Македонски през 341 г. пр.н.е. и от Лизимах през 313 г. пр.н.е..
При стъпването на римляните на Балканите одесосци се съюзили с царете на Понтийското царство – отначало с Фарнак I, а после с един от неговите наследници, Митридат VI, за отпор на Римската империя. В крайна сметка подобно на другите полиси по Черноморието градът бил завладян от римляните.
След 12 г. Одесос станал част от провинция Мизия (по-късно Долна Мизия). Ползвал се с известни привилегии и самостоятелност както и другите черноморски полиси. По времето на император Домициан до управлението на Гордиан III Одесос имал право да сече собствени бронзови монети. Търговията била оживена, внасяли се стоки от селищата по Мраморно и Егейско море, които след това се транспортирали до Марцианополис, Абритус, Никополис ад Иструм и др.

## Археологически разкопки
Извършените археологически разкопки разкриват останки от антични обществени сгради и съоръжения. В югоизточната част на града имало големи терми с площ от 7,5 дка, както и няколко по-малки бани, театър, гимназион и палестра (за практикуване на спортни игри), храмове, множество работилници за изработка на керамика, бронз и др.